# Papilio oribazus
Papilio oribazus là một loài bướm thuộc họ Bướm phượng (Papilionidae). 
Loài Papilio oribazus được mô tả năm 1836 bởi Boisduval. Loài bướm Papilio oribazus sinh sống ở .

## Hình ảnh

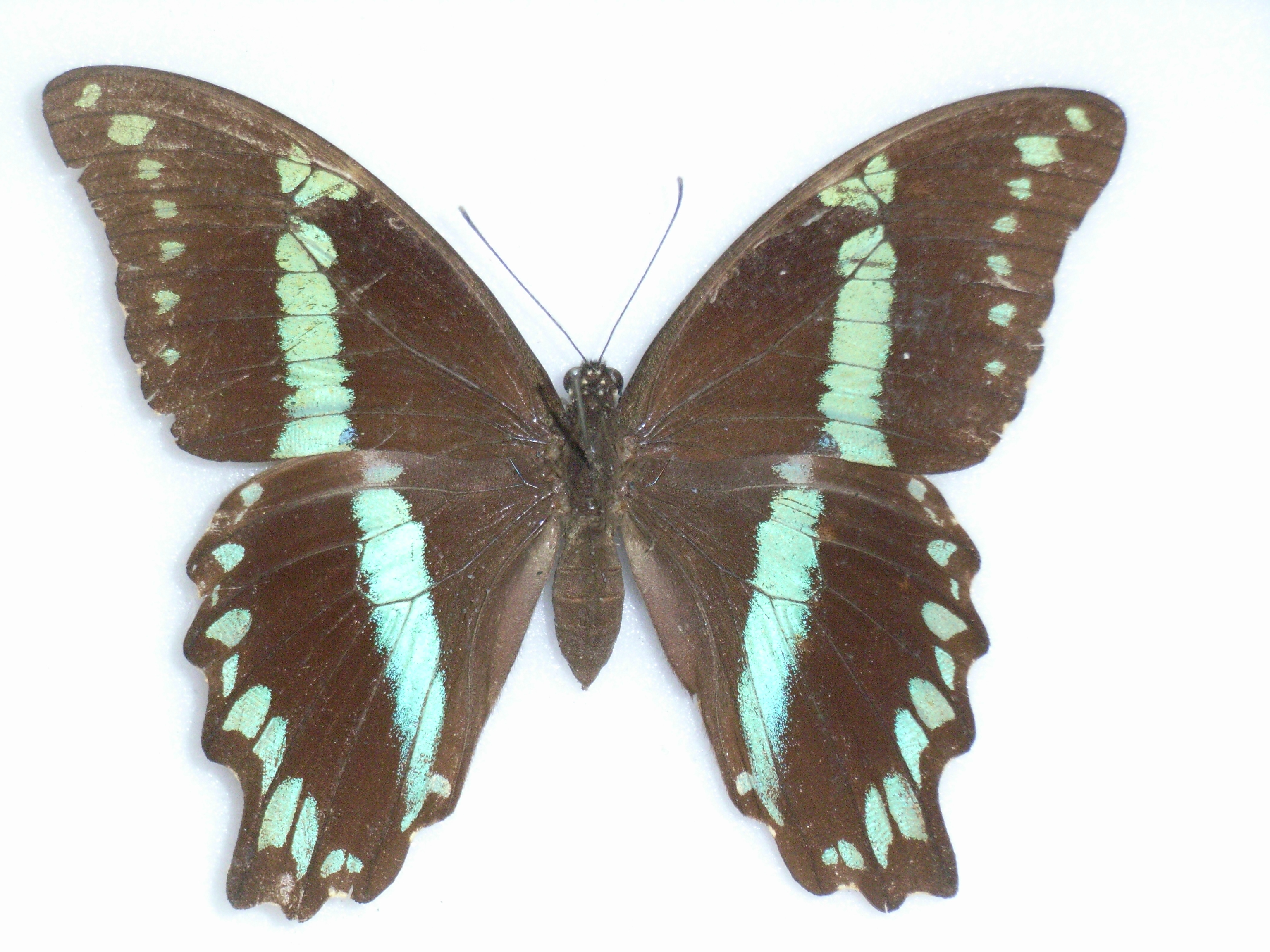
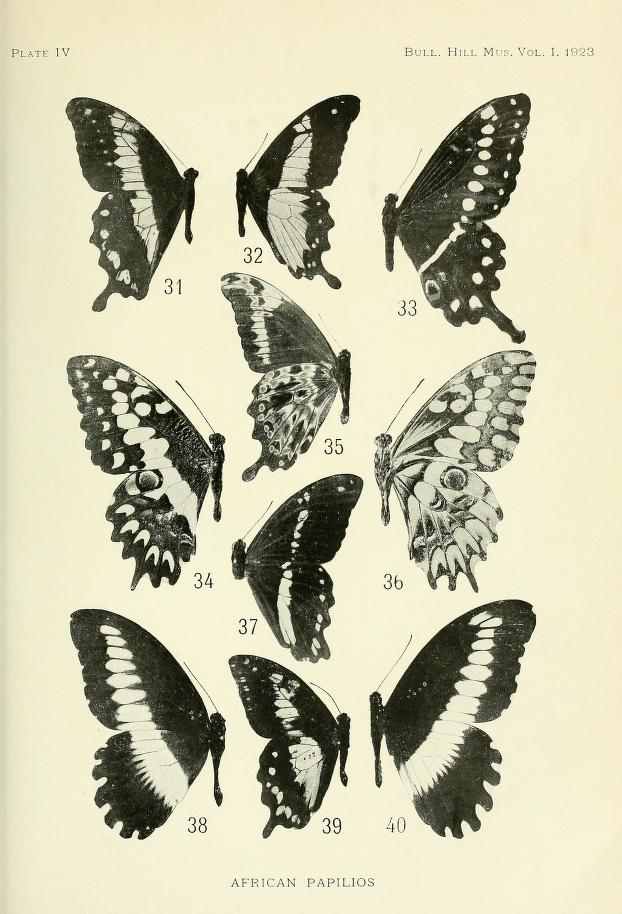
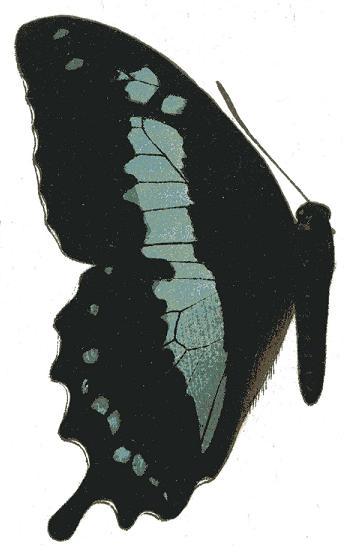
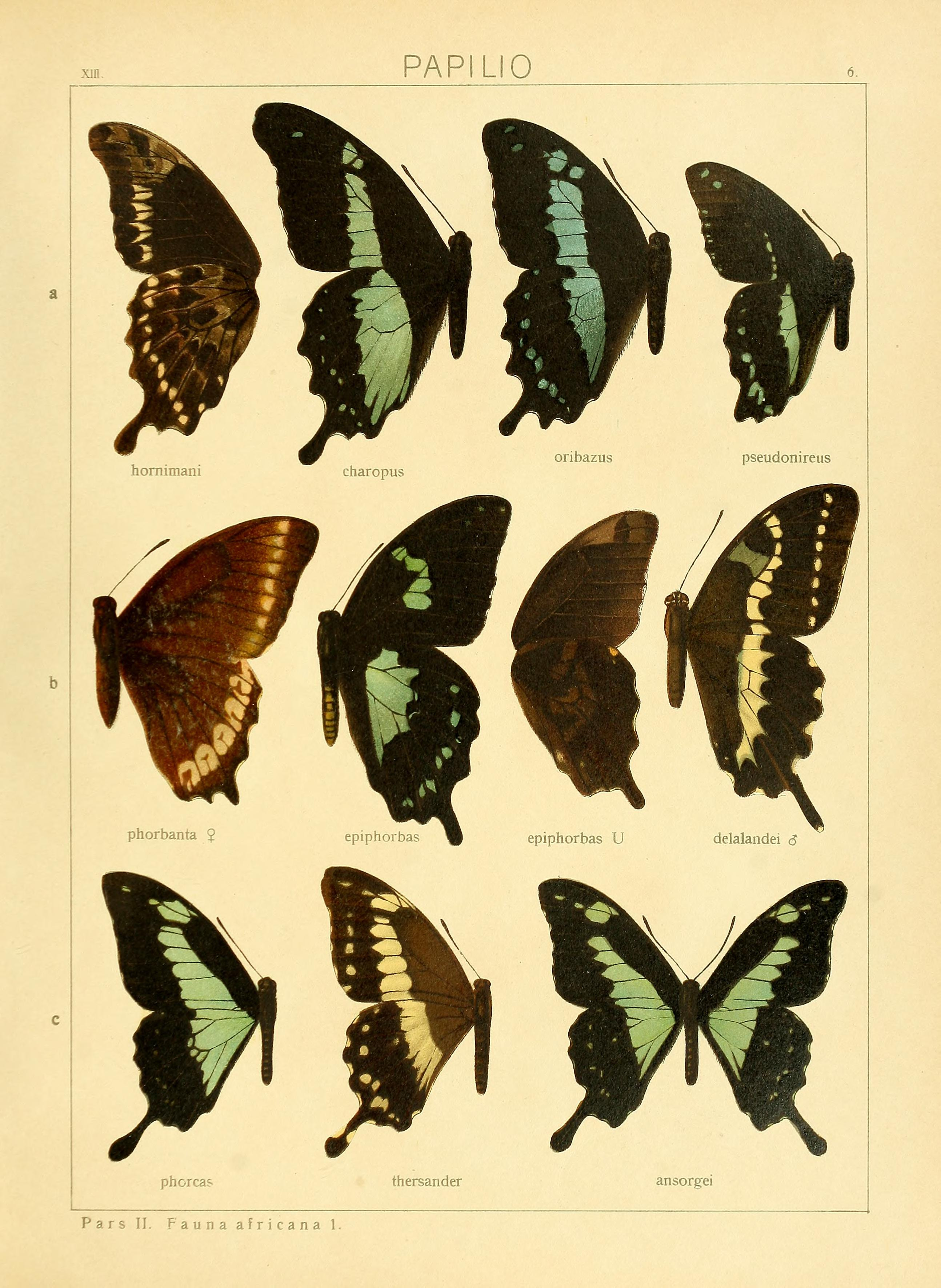